# Teplota barvy

Barevný kruh (též kolo barev); v pravé části teplé, v levé studené barvy

Teplota barvy je pojem subjektivního hodnocení pocitu z vnímané barvy či jejího odstínu, používaný v oblasti užitého umění, módy, psychologie apod. Nejedná se o veličinu.
Pojem nelze zaměňovat s pojmem barevná teplota, což je oficiální a používaný název fyzikální veličiny, stanovený normami již ve 20. století. Má opravdu rozměr teploty a udává se zpravidla v kelvinech.
Neplatí, že pocitová teplota barvy roste s barevnou teplotou vnímaného záření, a to ani v případě, je-li to světlo se spektrem blízkým spektru dokonale černého tělesa, jako u tepelného záření černého tělesa. Zejména zřetelné je to pro monochromatické světlo (či světlo s úzkým spektrálním rozsahem odpovídajícím jediné barvě) – červené světlo má barevnou teplotu menší než modré, ale modrá barva je pocitově studenější než červená.
Při hodnocení subjektivního hodnocení teploty barev se používá tzv. barevný kruh (obrázek vpravo), představující zjednodušení chromatického diagramu CIE 1931, užívaného v kolorimetrii, třebaže byl navržen již Johannem Wolfgangem von Goethe. Barevný kruh rozdělit přibližně na dvě poloviny, jednu s teplými a druhou se studenými barvami. Neplatí však, že barvy sousedící na barevném kruhu mají blízkou subjektivní teplotu. Ačkoliv fialová je blízká červené, která je nejteplejší, neřadí se k teplým barvám; patří naopak k nejstudenějším barvám na barevném spektru.
Světlejší a jasnější barvy zpravidla působí subjektivně tepleji než temnější barvy světla obdobného spektrálního složení.